# Filipinas en los Juegos Olímpicos de México 1968
Filipinas estuvo representada en los Juegos Olímpicos de México 1968 por un total de 49 deportistas, 45 hombres y 4 mujeres, que compitieron en 10 deportes.
El equipo olímpico filipino no obtuvo ninguna medalla en estos Juegos.